# 得道庵
得道庵，位于中国广东省汕尾市汕尾市城区捷胜镇，为汕尾市的一个市、县级文物保护单位，类型为古建筑，公布时间为2004年12月31日。
得道庵的历史年代为明代。